# Тонитаун (Мериленд)
Тонитаун (енгл. Taneytown) град је у америчкој савезној држави Мериленд.

## Демографија
По попису из 2010. године број становника је 6.728, што је 1.6 (31,2%) становника више него 2000. године.
| Група             | 2000.         | 2010.         |
| Белци             | 4.881 (95,2%) | 6.027 (89,6%) |
| Афроамериканци    | 89 (1,7%)     | 306 (4,5%)    |
| Азијати           | 24 (0,5%)     | 48 (0,7%)     |
| Хиспаноамериканци | 77 (1,5%)     | 180 (2,7%)    |
| Укупно            | 5.128         | 6.728         |